# Psammobates
Psammobates es un género de tortugas terrestres de la familia Testudinidae. Las especies de este género se distribuyen por África Austral.

## Especies
Se reconocen las siguientes tres especies:
- Psammobates geometricus (Linnaeus, 1758) — Tortuga geométrica
- Psammobates oculifer (Kuhl, 1820) — Tortuga de sabana
- Psammobates tentorius (Bell, 1828) — Tortuga ondulada